# 班納 (密蘇里州)
班納（英語：Banner）是位於美國密蘇里州艾昂縣的非建制地區。

## 歷史
班納的郵局於1924年設立，其後於1956年停運。

## 地理
班納所處的海拔為高於海平面315米（即1034英呎），而該地所採用的時區為UTC-6，即北美中部時區（CST）。同時該地設有夏令時間，為UTC-6調快一小時，即UTC-5（CDT）。